# Энтрим, Гарри
Гарри Энтрим (англ. Harry Antrim; 27 августа 1884 года — 18 января 1967 года) — американский актёр эстрады, театра, кино и телевидения 1930—1960-х годов.
За время своей кинокарьеры Энтрим сыграл в таких значимых фильмах, как «Чудо на 34-й улице» (1947), «Наследница» (1949), «Осквернитель праха» (1949), «Акт насилия» (1949), «Не та женщина» (1950), «Врата дьявола» (1950), «„Кадиллак“ из чистого золота» (1956), «Человек с тысячью лиц» (1957), «Любимец учителя» (1958) и «Элмер Гантри» (1960).
Как отметила историк кино Сандра Бреннан, «Энтрим был характерным актёром, который отличался своей универсальностью».

## Ранние годы жизни и театральная карьера
Гарри Энтрим родился 27 августа 1884 года в Чикаго, Иллинойс.
Он начинал карьеру на эстраде, а впоследствии стал театральным актёром. В период с 1936 по 1945 год Энтрим сыграл в нескольких бродвейских спектаклях, среди них «В сумке» (1936), «За красными огнями» (1937), «30 дней в сентябре» (1938), «Лучшие места» (1938), «Леди и джентльмены» (1939—1940), «Со сковородки» (1941), «Всё на пользу» (1942) и «Слишком жарко для манёвров» (1945).
Как отмечает историк кино Сандра Бреннан, «после продолжительной карьеры в театре и опере, в 1940—е и 1950-е годы Энтрим играл главным образом в кино».

## Карьера в кинематографе
В 1936—1940 годах Энтрим сыграл эпизодические роли (в основном, без упоминания в титрах) в нескольких фильмах, среди них романтическая комедия «Желание» (1936) с Гэри Купером и Марлен Дитрих.
Энтрим окончательно перешёл в кино в 1947 году, когда ему было 63 года. Свою первую памятную роль он сыграл в популярной рождественской сказке «Чудо на 34-й улице» (1947), представ в образе Р. Х. Мейси, реального основателя и владельца знаменитого универсального магазина Macy’s в Нью-Йорке.
На следующий год Энтрим сыграл уже в пяти картинах, среди которых фильм нуар «Кража» (1948), где у него была небольшая роль директора агентства по недвижимости, романтическая комедия «Удача ирландца» (1948) с Тайроном Пауэром и Энн Бакстер, а также биографический мюзикл «Песня в сердце» (1948) с Микки Руни. В 1949 году Энтрим сыграл небольшие роли в 12 фильмах, среди которых мелодрама «Наследница» (1949) с Оливией де Хэвилленд и криминальная драма на расовую тему «Осквернитель праха» (1949). Среди его картин этого года было также шесть фильмов нуар — «Попавший в ловушку» (1949), «Дело Тельмы Джордон» (1949) с Барбарой Стенвик, «Акт насилия» (1949) Фреда Циннемана с Робертом Райаном, «Инцидент на границе» (1949) Энтони Манна, «Джонни Аллегро» (1949) с Джорджем Рафтом и «Чикагский предел» (1949) с Аланом Лэддом.
В 1950 году Энтрим сыграл в шести картинах, включая вестерн «Врата дьявола» (1950) Энтони Манна с Робертом Тейлором, а также фильмы нуар «Свидание с опасностью» (1950) с Аланом Лэддом, «Переулок» (1950) Энтони Манна с Фарли Грейнджером, нуаровая мелодрама «Не её мужчина» (1950) с Барбарой Стенвик в главной роли, а также «За стеной» (1950), где он сыграл роль доктора. На следующий год Энтрим сыграл в семи картинах, среди них фильм нуар «Завтра будет новый день» (1951) с Рут Роман и Стивом Кокраном, музыкальный байопик «Я увижу тебя в моих снах» (1951) с Дорис Дэй, а в 1952 году наиболее значимой картиной с участием Энтрима была романтическая комедия «Мы не женаты» (1952) с Джинджер Роджерс и Мерилин Монро, где он исполнил небольшую роль мирового судьи.
В дальнейшем самыми заметными фильмами Энтрима были два вестерна с Рэндольфом Скоттом — «Охотник за головами» (1954) и «Улица беззакония» (1955), комедия «„Кадиллак“ из чистого золота» (1956), биографическая драма «Человек с тысячью лиц» (1957) с Джеймсом Кэгни в главной роли, гангстерская биографическая драма «Малыш Нельсон» (1957) с Микки Руни, романтическая комедия «Любимец учителя» (1958) с Кларком Гейблом и Дорис Дэй, а также вестерн «Походка стрелка» (1958) и драма о проповеднике-шарлатане «Элмер Гантри» (1960) с Бертом Ланкастером в главной роли. Свою последнюю роль Энтрим сыграл в спортивной комедии «Обезьяний дядюшка» (1965).

## Карьера на телевидении
Начиная с 1953 года, Энтрим стал работать на телевидении, сыграв с общей сложности в 49 различных телесериалах, среди них «Кавалькада Америки» (1955), «Я люблю Люси» (1955), «Миллионер» (1955—1956), «Перекрёстки» (1956—1957), «Калифорнийцы» (1958), «Сыромятная плеть» (1959), «Бонанза» (1960), «Есть оружие — будут путешествия» (1960), «Дымок из ствола» (1962) и «Час Альфреда Хичкока» (1963) и «Зелёные просторы» (1967).

## Личная жизнь
С 1935 года и вплоть до своей смерти в 1967 году Энтрим был женат на Бернис Горман (англ. Bernice Gorman).

## Смерть
Гарри Энтрим умер 18 января 1967 года в Голливуде от сердечного приступа в возрасте 83 лет.

## Фильмография
| Год        |     | Русское название                         | Оригинальное название                    | Роль                                                  |
| ---------- | --- | ---------------------------------------- | ---------------------------------------- | ----------------------------------------------------- |
| 1936       | ф   | Тайна президента                         | The President's Mystery                  | инспектор А.Р. Лэйхи                                  |
| 1936       | ф   | Желание                                  | Desire                                   | шофёр (в титрах не указан)                            |
| 1936       | ф   | Провинциалка                             | Small Town Girl                          | интерн с рентгеновскими снимками (в титрах не указан) |
| 1936       | ф   | Почтовый инспектор                       | Postal Inspector                         | почтмейстер (в титрах не указан)                      |
| 1936       | ф   | Мейден-Лейн, 15                          | Fifteen Maiden Lane                      | официант в гостинице (в титрах не указан)             |
| 1936       | ф   | Стюардесса                               | Flying Hostess                           | пассажир (в титрах не указан)                         |
| 1938       | ф   | Сексуальное безумие                      | Sex Madness                              | театральный менеджер                                  |
| 1940       | ф   | Ангелы над Бродвеем                      | Angels Over Broadway                     | клерк в суде (в титрах не указан)                     |
| 1947       | ф   | Чудо на 34-й улице                       | Miracle on 34th Street                   | мистер Р.Х. Мейси (в титрах не указан)                |
| 1948       | ф   | Кража                                    | Larceny                                  | мистер Макналти                                       |
| 1948       | ф   | Удача ирландца                           | The Luck of the Irish                    | сенатор Рэнсом (в титрах не указан)                   |
| 1948       | ф   | Давайте немного поживём                  | Let's Live a Little                      | Джеймс Монтгомери                                     |
| 1948       | ф   | Песня в сердце                           | Words and Music                          | доктор Роджерс                                        |
| 1949       | ф   | Акт насилия                              | Act of Violence                          | Фред Финни                                            |
| 1949       | ф   | Ма и Па Кэттл                            | Ma and Pa Kettle                         | мэр Докинс                                            |
| 1949       | ф   | Джонни Аллегро                           | Johnny Allegro                           | Паджи                                                 |
| 1949       | ф   | Наследница                               | The Heiress                              | мистер Эбил                                           |
| 1949       | ф   | Осквернитель праха                       | Intruder in the Dust                     | мистер Таббс                                          |
| 1949       | ф   | Свободен для всех                        | Free for All                             | мистер Уайтинг                                        |
| 1949       | ф   | Чикагский предел                         | Chicago Deadline                         | Джордж Гриббл                                         |
| 1949       | ф   | Попавший в ловушку                       | Trapped                                  | начальник тюрьмы (в титрах не указан)                 |
| 1949       | ф   | Начальник тюрьмы                         | Prison Warden                            | доктор Рэй Старк (в титрах не указан)                 |
| 1949       | ф   | Инцидент на границе                      | Border Incident                          | Джон Макрейнольдс (в титрах не указан)                |
| 1949       | ф   | Девушка в моём сердце                    | There's a Girl in My Heart               | (в титрах не указан)                                  |
| 1950       | ф   | Дело Тельмы Джордон                      | The File on Thelma Jordon                | Сидни                                                 |
| 1950       | ф   | Не её мужчина                            | No Man of Her Own                        | Тай Уинтроп                                           |
| 1950       | ф   | Переулок                                 | Side Street                              | мистер Мэлби                                          |
| 1950       | ф   | Свидание с опасностью                    | Appointment with Danger                  | Тейлор, почтмейстер                                   |
| 1950       | ф   | Врата дьявола                            | Devil's Doorway                          | доктор С.О. Маккуиллан                                |
| 1950       | ф   | Я справлюсь                              | I'll Get By                              | мистер Олинвилл                                       |
| 1950       | ф   | За стеной                                | Outside the Wall                         | доктор Стоун (в титрах не указан)                     |
| 1951       | ф   | Из ночи в утро                           | Night Into Morning                       | Сэм Андерсон                                          |
| 1951       | ф   | Завтра будет новый день                  | Tomorrow Is Another Day                  | начальник тюрьмы                                      |
| 1951       | ф   | Я увижу тебя в моих снах                 | I'll See You in My Dreams                | мистер Лебой                                          |
| 1951       | ф   | Встреть меня после шоу                   | Meet Me After the Show                   | судья (в титрах не указан)                            |
| 1951       | ф   | Следуй за солнцем                        | Follow the Sun                           | доктор Джон Эверетт (в титрах не указан)              |
| 1951       | ф   | Сражающаяся береговая охрана             | Fighting Coast Guard                     | адмирал (в титрах не указан)                          |
| 1951       | ф   | Мистер Бельведер звонит в колокол        | Mr. Belvedere Rings the Bell             | епископ Дэниелс (в титрах не указан)                  |
| 1952       | ф   | Лев и лошадь                             | The Lion and the Horse                   | Кэс Бэгли                                             |
| 1952       | ф   | Мятеж                                    | Mutiny                                   | председатель Калеб Парсонс (в титрах не указан)       |
| 1952       | ф   | Мы не женаты                             | We're Not Married                        | мировой судья (в титрах не указан)                    |
| 1952— 1956 | с   | Видеотеатр «Люкс»                        | Lux Video Theatre                        | разные роли (3 эпизода)                               |
| 1953       | с   | Люди против преступности                 | Man Against Crime                        | (1 эпизод)                                            |
| 1954       | ф   | Охотник за головами                      | The Bounty Hunter                        | доктор Р.Л. Спенсер                                   |
| 1954       | с   | Топпер                                   | Topper                                   | декан Ньюкирк (1 эпизод)                              |
| 1954       | с   | Общественный защитник                    | Public Defender                          | мистер Сингер (1 эпизод)                              |
| 1954—1956  | с   | Театр звёзд «Шлитц»                      | Schlitz Playhouse of Stars               | разные роли (3 эпизода)                               |
| 1954—1957  | с   | Шоу Джорджа Бернса и Грейси Аллен        | The George Burns and Gracie Allen Show   | Джей Джей Уиллис (3 эпизода)                          |
| 1955       | ф   | Улица беззакония                         | A Lawless Street                         | мэр Кент (в титрах не указан)                         |
| 1955       | с   | Программа Джека Бенни                    | The Jack Benny Program                   | Малкольм (1 эпизод)                                   |
| 1955       | с   | Я люблю Люси                             | I Love Lucy                              | мистер Фелдман (1 эпизод)                             |
| 1955       | с   | Телевизионный театр «Форда»              | The Ford Television Theatre              | мистер Вандербюр (1 эпизод)                           |
| 1955       | с   | Энни Оукли                               | Annie Oakley                             | Генри Максвелл (1 эпизод)                             |
| 1955       | с   | Истории века                             | Stories of the Century                   | Хайрум Пенроуз (1 эпизод)                             |
| 1955       | с   | Свистун                                  | The Whistler                             | (1 эпизод)                                            |
| 1955       | с   | Джейн Уаймен представляет Театр у камина | Jane Wyman Presents The Fireside Theatre | (1 эпизод)                                            |
| 1955       | с   | Кавалькада Америки                       | Cavalcade of America                     | (1 эпизод)                                            |
| 1955—1956  | с   | Миллионер                                | The Millionaire                          | разные роли (2 эпизода)                               |
| 1956       | ф   | «Кадиллак» из чистого золота             | The Solid Gold Cadillac                  | сенатор Симпкинс (в титрах не указан)                 |
| 1956       | с   | Студия 57                                | Studio 57                                | (1 эпизод)                                            |
| 1956       | с   | Отец знает лучше                         | Father Knows Best                        | доктор Конрад (2 эпизода)                             |
| 1956       | с   | Большой город                            | Big Town                                 | (1 эпизод)                                            |
| 1956       | с   | Эй, Дженни!                              | Hey, Jeannie!                            | Сноуден (1 эпизод)                                    |
| 1956       | с   | Звезда и история                         | The Star and the Story                   | декан Хартер (1 эпизод)                               |
| 1956       | с   | Великий Гилдерслив                       | The Great Gildersleeve                   | судья (6 эпизодов)                                    |
| 1956—1957  | с   | Перекрёстки                              | Crossroads                               | разные роли (5 эпизодов)                              |
| 1957       | ф   | Малыш Нелсон                             | Baby Face Nelson                         | аптекарь (в титрах не указан)                         |
| 1957       | ф   | Человек с тысячью лиц                    | Man of a Thousand Faces                  | врач на родах Кливы (в титрах не указан)              |
| 1957       | с   | Шоу Гейл Сторм                           | The Gale Storm Show: Oh! Susanna         | Дж.С. Осборн (1 эпизод, в титрах не указан)           |
| 1957       | с   | Театр 90                                 | Playhouse 90                             | (1 эпизод)                                            |
| 1957       | с   | Официальный детектив                     | Official Detective                       | Л.С. Мур (1 эпизод)                                   |
| 1957       | с   | Блонди                                   | Blondie                                  | (1 эпизод)                                            |
| 1957       | с   | Театр «Дженерал Электрик»                | General Electric Theater                 | конгрессмен (1 эпизод)                                |
| 1957       | с   | Серый призрак                            | The Gray Ghost                           | дедушка (1 эпизод)                                    |
| 1957       | с   | Военно-морской журнал                    | Navy Log                                 | адмирал (1 эпизод)                                    |
| 1957       | с   | Кольт 45-го калибра                      | Colt .45                                 | Док Хелфи (1 эпизод)                                  |
| 1957— 1958 | с   | Жизнь и житие Уайатта Эрпа               | The Life and Legend of Wyatt Earp        | разные роли (2 эпизода)                               |
| 1958       | ф   | Любимец учителя                          | Teacher's Pet                            | Ллойд Кроули                                          |
| 1958       | ф   | Походка стрелка                          | Gunman's Walk                            | доктор (в титрах не указан)                           |
| 1958       | с   | Приключения Дикого Билла Хикока          | Adventures of Wild Bill Hickok           | профессор Морроу (1 эпизод)                           |
| 1958— 1961 | с   | Шугарфут                                 | Sugarfoot                                | разные роли (2 эпизода)                               |
| 1958       | с   | Калифорнийцы                             | The Californians                         | разные роли (2 эпизода)                               |
| 1958       | с   | Бронко                                   | Bronco                                   | мэр Сэм Клейпул (1 эпизод)                            |
| 1959       | кор | Дорога к лучшему будущему                | The Road to Better Living                |                                                       |
| 1959       | ф   | Стрелки из Ларедо                        | Gunmen from Laredo                       | судья Фрэнк Паркер (в титрах не указан)               |
| 1959       | с   | Сыромятная плеть                         | Rawhide                                  | судебный пристав (1 эпизод)                           |
| 1959       | с   | Ярость                                   | Fury                                     | Стоунхем (1 эпизод)                                   |
| 1960       | ф   | Элмер Гантри                             | Elmer Gantry                             | торговец в салуне (в титрах не указан)                |
| 1960       | с   | Представитель закона                     | Lawman                                   | док Джонас Ши (2 эпизода)                             |
| 1960       | с   | Есть оружие – будут путешествия          | Have Gun - Will Travel                   | купец (1 эпизод)                                      |
| 1960       | с   | Бонанза                                  | Bonanza                                  | судья Армбрастер (1 эпизод)                           |
| 1960       | с   | Бит Бурбон-Стрит                         | Bourbon Street Beat                      | тюремный врач (1 эпизод, в титрах не указан)          |
| 1960—1961  | с   | Шоу Энди Гриффита                        | The Andy Griffith Show                   | Фред Уокер (2 эпизода)                                |
| 1961—1962  | с   | Высокий человек                          | The Tall Man                             | разные роли (2 эпизода)                               |
| 1962       | с   | Дымок из ствола                          | Gunsmoke                                 | мистер Боткин (1 эпизод)                              |
| 1963       | с   | Деннис-мучитель                          | Dennis the Menace                        | судья Харви Кингстон (1 эпизод)                       |
| 1963       | с   | Виргинец                                 | The Virginian                            | кондуктор в поезде (1 эпизод)                         |
| 1963       | с   | Час Альфреда Хичкока                     | The Alfred Hitchcock Hour                | советник (1 эпизод)                                   |
| 1963       | с   | Гриндл                                   | Grindl                                   | судья (1 эпизод)                                      |
| 1964       | ф   | Для тех, кто думает по-молодому          | For Those Who Think Young                | Гарри, муж на 45-летии (в титрах не указан)           |
| 1965       | ф   | Обезьяний дядюшка                        | The Monkey's Uncle                       | регент                                                |
| 1967       | с   | Зеленые просторы                         | Green Acres                              | Док Уилсон (1 эпизод)                                 |